# Barvinsky
barvinsky, właśc. Kornel Barwiński, (ur. 16 września 1994 w Łodzi) – producent muzyczny, zajmuje się również grafiką oraz teledyskami. Pracuje w Akademii Muzycznej w Łodzi jako informatyk i opiekuje się studiem nagrań.
W 2017 roku wraz z Adi Nowak wydał album Ćvir w wytwórni Asfalt Records. W 2018 roku barvinsky, jako producent, kontynuował współpracę z Adrianem Nowakiem przy wydaniu płyty Kosh.

## Dyskografia
Albumy
| Rok  | Album                                                                   | Pozycja na liście |
| Rok  | Album                                                                   | POL               |
| ---- | ----------------------------------------------------------------------- | ----------------- |
| 2017 | Ćvir oraz Adi Nowak - Data: 10 listopada 2017 - Wydawca: Asfalt Records | 16                |

Single
| Rok  | Tytuł                                          | Certyfikat         | Album |
| ---- | ---------------------------------------------- | ------------------ | ----- |
| 2017 | „Mortimer” (oraz Adi Nowak, gościnnie: Dianka) | - POL: złota płyta | Ćvir  |

## Teledyski
| Artysta               | Tytuł                                                | Funkcja                          | Rok  |
| --------------------- | ---------------------------------------------------- | -------------------------------- | ---- |
| Adi Nowak & barvinsky | Zohan                                                | Scenarzysta, Reżyser, Montażysta | 2017 |
| Adi Nowak & barvinsky | Drap, masuj, miziaj”(gościnnie: Zuzanna Niedzielska) | Producent Kreatywny              | 2017 |
| Adi Nowak & barvinsky | Mortimer (gościnnie: Dianka)                         | [Lyric Video]                    | 2017 |
| Adi Nowak & barvinsky | Ultrafiolet                                          | Producent Kreatywny              | 2018 |

## Okładki
| Artysta                | Tytuł Albumu / Singiel | Rok  |  |
| ---------------------- | ---------------------- | ---- |  |
| Adi Nowak              | VR                     | 2017 |  |
| SABINA                 | Live Session           | 2018 |  |
| Linia Nocna            | Zielone Żoli           | 2018 |  |
| Bartosz Halicki Septet | Etnograf               | 2018 |  |